# Rediviva albifasciata
Rediviva albifasciata är en biart som beskrevs av John Whitehead och Steiner 1994. Rediviva albifasciata ingår i släktet Rediviva och familjen sommarbin. Inga underarter finns listade i Catalogue of Life.